# 鸡冠区
鸡冠区是中国黑龙江鸡西市所辖的一个市辖区，位于鸡西东部，它的名字来自于鸡冠山。區人民政府駐紅軍路街道。

## 行政区划
下辖7个街道、2个乡。
向阳街道、南山街道、立新街道、东风街道、红军路街道、西鸡西街道、西山街道、红星乡和西郊乡。

## 人口民族
根據第七次人口普查數據，截至2020年11月1日零時，雞冠區常住人口為402345人。